# Leone d'Argento - Rivelazione
Il "Leone d'Argento Rivelazione" è il premio assegnato dalla Mostra internazionale d'arte cinematografica di Venezia alla rivelazione dell'edizione.

## Albo d'oro
- 2006: Emanuele Crialese per Nuovomondo